# Marija Musytschuk
Marija Musytschuk (ukrainisch Марія Музичук; im Westen meist gemäß englischer Transkription als Maria Muzychuk wiedergegeben, deutsch auch Maria Musitschuk; * 21. September 1992 in Stryj) ist eine ukrainische Schachspielerin. Sie ist seit 2007 Großmeister der Frauen (WGM), erhielt 2008 den FIDE-Titel Internationaler Meister (IM) und gewann 2015 den Weltmeistertitel der Frauen, womit sie auch Großmeister (GM) wurde.

## Leben

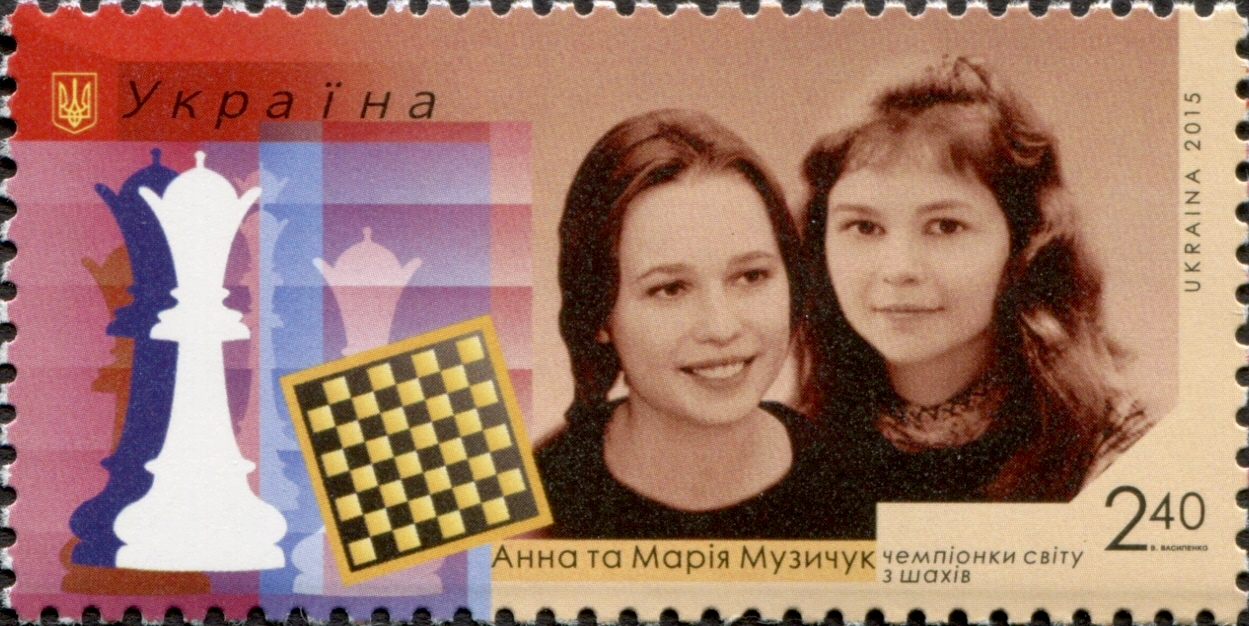
Die Musytschuk-Schwestern auf einer ukrainischen Briefmarke (2015)

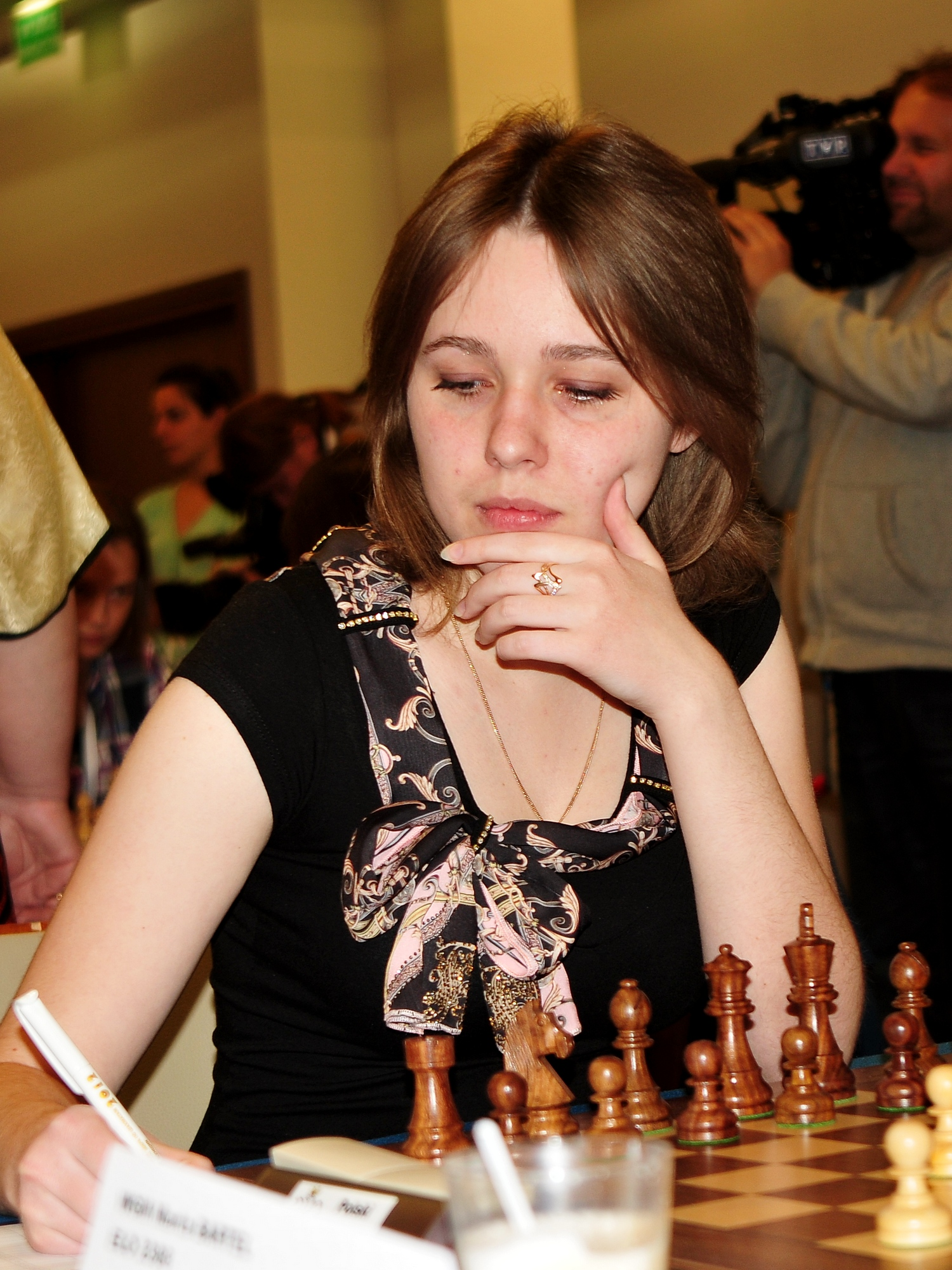
Marija Musytschuk (2013)

Marija Musytschuk vertrat in ihrer Jugend seit 2001 die Ukraine bei Weltmeisterschaften und Jugendeuropameisterschaften der Mädchen verschiedener Altersklassen, wobei sie neun Medaillen gewann. Im Jahre 2002 wurde sie Europameisterin U10 weiblich. 2008 bei der Juniorinnenweltmeisterschaft in Gaziantep wurde sie Zweite. Im November 2010 war sie 15. in der Weltrangliste der Mädchen.
Ihre ältere Schwester Anna Musytschuk ist ebenfalls Schachspielerin.

## Schachkarriere

### Erfolge in ihrer Jugend
- 2001 – Silber bei der Weltmeisterschaft U10 weiblich in Oropesa del Mar[2]
- 2001 – Bronze bei der Europameisterschaft U10 weiblich in Kallithea[3]
- 2002 – Gold bei der Europameisterschaft U10 weiblich in Peñíscola
- 2004 – Bronze bei der Weltmeisterschaft U12 weiblich in Iraklio
- 2005 – Bronze bei der Weltmeisterschaft U14 weiblich in Belfort
- 2006 – Silber bei der Weltmeisterschaft U14 weiblich in Batumi
- 2006 – Bronze bei der Europameisterschaft U14 weiblich in Herceg Novi
- 2007 – Silber bei der Europameisterschaft U16 weiblich in Šibenik
- 2008 – Silber bei der Weltmeisterschaft U20 weiblich in Gaziantep

Die Normen sowohl für den WGM-Titel als auch für den IM-Titel erfüllte sie im April 2006 bei der Europameisterschaft der Frauen in Kuşadası und bei der serbischen Mannschaftsmeisterschaft der Frauen 2007. Weitere individuelle Erfolge sind ein zweiter Platz in Lemberg und 2006 die Meisterschaft der Ukraine unter 20 Jahre, Zweite in Breslau 2007 und 2008 die Meisterschaft der Ukraine unter 20 Jahren. Im November 2015 liegt sie in der Weltrangliste der Frauen auf dem fünften Platz und führt die ukrainische Rangliste der Frauen an.

### Weltmeisterschaft der Frauen
Im Jahre 2010 kam sie unter die letzten 16 der Frauenweltmeisterschaft, verlor dann gegen die Inderin D. Harika im Playoff nach einem Tie-Break im regulären Match. 2012 erreichte sie ebenfalls das Achtelfinale und schied dort gegen die Chinesin Zhao Xue aus.
Bei der Knock-Out Weltmeisterschaft 2015 in Sotschi erreichte sie erstmals das Finale, nachdem sie sich unter anderem im Viertelfinale gegen die an Nummer 1 gesetzte Turnierfavoritin K. Humpy durchgesetzt hatte. Im Finale besiegte sie die Russin Natalja Pogonina mit 2,5:1,5 und wurde damit Weltmeisterin. Hier die entscheidende zweite Partie.
2. Partie
|   | a | b | c | d | e | f | g | h |   |
| 8 |   |   |   |   |   |   |   |   | 8 |
| 7 |   |   |   |   |   |   |   |   | 7 |
| 6 |   |   |   |   |   |   |   |   | 6 |
| 5 |   |   |   |   |   |   |   |   | 5 |
| 4 |   |   |   |   |   |   |   |   | 4 |
| 3 |   |   |   |   |   |   |   |   | 3 |
| 2 |   |   |   |   |   |   |   |   | 2 |
| 1 |   |   |   |   |   |   |   |   | 1 |
|   | a | b | c | d | e | f | g | h |   |

Musytschuk–Pogonina 1:0
Sotschi, 3. April 2015
Spanische Partie (Geschlossene Verteidigung (Breyer-System)), C95
1. e4 e5 2. Sf3 Sc6 3. Lb5 a6 4. La4 Sf6 5. 0–0 b5 6. Lb3 Le7 7. Te1 d6 8. c3 0–0 9. h3 Sb8 10. d4 Sbd7 11. a4 Lb7 12. Sbd2 c5 13. d5 c4 14. Lc2 Sc5 15. Sf1 Te8 16. Sg3 g6 17. Le3 Dc7 18. Sd2 Lf8 19. De2 Sfd7 20. f3 Sb6 21. a5 Sbd7 22. Sh1 Le7 23. g4 Dd8 24. Df2 Lh4 25. Sg3 Tc8 26. Kg2 Sf8 27. Tf1 Lg5 28. f4 exf4 29. Lxf4 Tc7 30. Lxg5 Dxg5 31. Sf3 De7 32. Sd4 De5 33. h4 h6 34. Dd2 Lc8 35. Sc6 Dg7 36. Df4 Td7 37. Tf2 Lb7 38. Sd4 Te5 39. Sf3 Te8 40. g5 h5 41. Sd4 De5 42. Dd2 Tc7 43. Taf1 Tee7 44. Tf6 Ted7 45. T6f4 b4 46. Sf3 Dg7 47. cxb4 Sd3 48. Tf6 Sh7 49. Sd4 Sxf6 50. gxf6 Df8 51. La4 Se5 52. Lxd7 Txd7 53. Sf3 Sg4 54. Sxh5 gxh5 55. Dg5+ Kh8 56. Dxh5+ Sh6 57. Kh2 Dg8 58. Tg1 1:0
Zur Titelverteidigung trat sie im März 2016 in einem Zweikampf über zehn Partien sowie möglichen Tie-Breaks gegen Hou Yifan an. Bereits nach der neunten Partie war der Wettkampf mit 6:3 zugunsten von Hou Yifan entschieden. Um ihrer Gegnerin die Vorbereitung zu erschweren, wurden die Partien Musytschuks bei der Landesmeisterschaft der Ukraine 2015, bei der sie mit 4 Punkten aus 11 Partien auf Platz 10 kam, zunächst nicht veröffentlicht.

### Nationalmannschaft
Mit der ukrainischen Frauenmannschaft nahm Marija Musytschuk an den Schacholympiaden 2010, 2012 und 2014 teil. Sie erreichte mit der Mannschaft 2012 und 2014 den dritten Platz, in der Einzelwertung erzielte sie 2010 das beste Ergebnis aller Reservespielerinnen und 2012 das zweitbeste Ergebnis am zweiten Brett. Sie nahm außerdem an den Mannschaftsweltmeisterschaften der Frauen 2009, 2011, 2013 und 2015 teil und gewann diese 2013 mit der Mannschaft. 2009 erreichte sie mit der Mannschaft den dritten Platz, in der Einzelwertung erreichte sie 2013 das zweitbeste Ergebnis am dritten Brett und 2015 das drittbeste Ergebnis am zweiten Brett. An Mannschaftseuropameisterschaften der Frauen nahm sie 2011, 2013 und 2015 teil. 2011 erreichte sie das zweitbeste Ergebnis der Reservespielerinnen, 2013 gewann sie mit der Mannschaft und erreichte gleichzeitig das beste Einzelergebnis am dritten Brett, 2015 erreichte sie mit der Mannschaft den zweiten Platz und gewann die Einzelwertung am ersten Brett.

### Vereine
Musytschuk gewann die ukrainische Mannschaftsmeisterschaft der Frauen 2007 mit Lwiw.
In der deutschen Frauenbundesliga spielt Marija Musytschuk seit 2009 für die OSG Baden-Baden und gewann mit dieser 2011, 2013, 2015 und 2018 die deutsche Mannschaftsmeisterschaft der Frauen. In der chinesischen Mannschaftsmeisterschaft spielte sie 2013 für Qinhuangdao Evening News und 2017 für Hebei Sports Lottery. Am European Club Cup der Frauen nahm Musytschuk dreimal mit AVS Krasnoturinsk teil und gewann diesen 2011.